# ساروس خورشیدی ۱۴۴
ساروس ۱۴۴ دوره‌ای زمانی با چرخه‌ای حدود ۱۸ سال و ۱۱ روز و ۸ ساعت (تقریباً ۶۵۸۵ و یک سوم روز) است که شامل ۷۰ خورشیدگرفتگی می‌شود.

## رخدادها
| ساروس | عضو | تاریخ                        | زمان (بزرگ‌ترین) ساعت هماهنگ جهانی | نوع    | مکان طول و عرض جغرافیایی | گاما    | قدر    | گُستره (km) | مدت زمان (دقیقه: ثانیه) | منبع |
| ----- | --- | ---------------------------- | --------------------------------- | ------ | ------------------------ | ------- | ------ | ---------- | ----------------------- | ---- |
| ۱۴۴   | ۱   | ۱۱ آوریل ۱۷۳۶                | ۷:۱۸:۰۷                           | جزئی   | 71.5S 134.3E             | -1.5166 | 0.0748 |            |                         |      |
| ۱۴۴   | ۲   | ۲۲ آوریل ۱۷۵۴                | ۱۴:۲۵:۵۷                          | جزئی   | 71S 14E                  | -1.4631 | 0.1669 |            |                         |      |
| ۱۴۴   | ۳   | ۲ مه ۱۷۷۲                    | ۲۱:۲۶:۴۱                          | جزئی   | 70.2S 104.1W             | -1.4043 | 0.2683 |            |                         |      |
| ۱۴۴   | ۴   | ۱۴ مه ۱۷۹۰                   | ۴:۱۷:۲۱                           | جزئی   | 69.4S 140.9E             | -1.3374 | 0.384  |            |                         |      |
| ۱۴۴   | ۵   | ۲۵ مه ۱۸۰۸                   | ۱۱:۰۲:۳۵                          | جزئی   | 68.4S 27.8E              | -1.2665 | 0.5064 |            |                         |      |
| ۱۴۴   | ۶   | ۵ ژوئن ۱۸۲۶                  | ۱۷:۳۹:۰۵                          | جزئی   | 67.4S 82.5W              | -1.1887 | 0.6407 |            |                         |      |
| ۱۴۴   | ۷   | ۱۶ ژوئن ۱۸۴۴                 | ۰:۱۳:۲۲                           | جزئی   | 66.4S 168.3E             | -1.1092 | 0.7778 |            |                         |      |
| ۱۴۴   | ۸   | ۲۷ ژوئن ۱۸۶۲                 | ۶:۴۲:۲۱                           | جزئی   | 65.4S 60.8E              | -1.0252 | 0.9222 |            |                         |      |
| ۱۴۴   | ۹   | ۷ ژوئیه ۱۸۸۰                 | ۱۳:۱۰:۲۸                          | حلقه‌ای | 46.4S 33.4W              | -۰٫۹۴۰۶ | ۰٫۹۴۴۱ | ۶۱۱        | ۵ دقیقه و ۴۷ ثانیه      |      |
| ۱۴۴   | ۱۰  | ۱۸ ژوئیه ۱۸۹۸                | ۱۹:۳۶:۵۴                          | حلقه‌ای | 35.7S 130.1W             | -۰٫۸۵۴۶ | ۰٫۹۴۵  | ۳۸۵        | ۶ دقیقه و ۱۱ ثانیه      |      |
| ۱۴۴   | ۱۱  | خورشیدگرفتگی ۳۰ ژوئیه ۱۹۱۶   | ۲:۰۶:۱۰                           | حلقه‌ای | 29S 132.4E               | -۰٫۷۷۰۹ | ۰٫۹۴۴۷ | ۳۱۳        | ۶ دقیقه و ۲۴ ثانیه      |      |
| ۱۴۴   | ۱۲  | خورشیدگرفتگی ۱۰ اوت ۱۹۳۴     | ۸:۳۷:۴۸                           | حلقه‌ای | 24.5S 34.6E              | -۰٫۶۸۹  | ۰٫۹۴۳۶ | ۲۸۰        | ۶ دقیقه و ۳۳ ثانیه      |      |
| ۱۴۴   | ۱۳  | خورشیدگرفتگی ۲۰ اوت ۱۹۵۲     | ۱۵:۱۳:۳۵                          | حلقه‌ای | 21.7S 64.1W              | -۰٫۶۱۰۲ | ۰٫۹۴۲  | ۲۶۴        | ۶ دقیقه و ۴۰ ثانیه      |      |
| ۱۴۴   | ۱۴  | خورشیدگرفتگی ۳۱ اوت ۱۹۷۰     | ۲۱:۵۵:۳۰                          | حلقه‌ای | 20.3S 164W               | -۰٫۵۳۶۴ | ۰٫۹۴   | ۲۵۸        | ۶ دقیقه و ۴۷ ثانیه      |      |
| ۱۴۴   | ۱۵  | خورشیدگرفتگی ۱۱ سپتامبر ۱۹۸۸ | ۴:۴۴:۲۹                           | حلقه‌ای | 20S 94.4E                | -۰٫۴۶۸۱ | ۰٫۹۳۷۷ | ۲۵۸        | ۶ دقیقه و ۵۷ ثانیه      |      |
| ۱۴۴   | ۱۶  | خورشیدگرفتگی ۲۲ سپتامبر ۲۰۰۶ | ۱۱:۴۱:۱۶                          | حلقه‌ای | 20.6S 9.1W               | -۰٫۴۰۶۲ | ۰٫۹۳۵۲ | ۲۶۱        | ۷ دقیقه و ۹ ثانیه       |      |
| ۱۴۴   | ۱۷  | خورشیدگرفتگی ۲ اکتبر ۲۰۲۴    | ۱۸:۴۶:۱۳                          | حلقه‌ای | 22S 114.5W               | -۰٫۳۵۰۹ | ۰٫۹۳۲۶ | ۲۶۶        | ۷ دقیقه و ۲۵ ثانیه      |      |
| ۱۴۴   | ۱۸  | خورشیدگرفتگی ۱۴ اکتبر ۲۰۴۲   | ۲:۰۰:۴۲                           | حلقه‌ای | 23.7S 137.8E             | -۰٫۳۰۳  | ۰٫۹۳   | ۲۷۳        | ۷ دقیقه و ۴۴ ثانیه      |      |
| ۱۴۴   | ۱۹  | خورشیدگرفتگی ۲۴ اکتبر ۲۰۶۰   | ۹:۲۴:۱۰                           | حلقه‌ای | 25.8S 28.1E              | -۰٫۲۶۲۵ | ۰٫۹۲۷۷ | ۲۸۱        | ۸ دقیقه و ۶ ثانیه       |      |
| ۱۴۴   | ۲۰  | خورشیدگرفتگی ۴ نوامبر ۲۰۷۸   | ۱۶:۵۵:۴۴                          | حلقه‌ای | 27.8S 83.3W              | -۰٫۲۲۸۵ | ۰٫۹۲۵۵ | ۲۸۷        | ۸ دقیقه و ۲۹ ثانیه      |      |
| ۱۴۴   | ۲۱  | خورشیدگرفتگی ۱۵ نوامبر ۲۰۹۶  | ۰:۳۶:۱۵                           | حلقه‌ای | 29.7S 163.3E             | -۰٫۲۰۱۸ | ۰٫۹۲۳۷ | ۲۹۴        | ۸ دقیقه و ۵۳ ثانیه      |      |
| ۱۴۴   | ۲۲  | ۲۷ نوامبر ۲۱۱۴               | ۸:۲۴:۱۵                           | حلقه‌ای | 31.3S 48.4E              | -۰٫۱۸۱۵ | ۰٫۹۲۲۳ | ۲۹۸        | ۹ دقیقه و ۱۵ ثانیه      |      |
| ۱۴۴   | ۲۳  | ۷ دسامبر ۲۱۳۲                | ۱۶:۱۸:۴۳                          | حلقه‌ای | 32.2S 67.9W              | -۰٫۱۶۶۱ | ۰٫۹۲۱۵ | ۳۰۱        | ۹ دقیقه و ۳۳ ثانیه      |      |
| ۱۴۴   | ۲۴  | ۱۹ دسامبر ۲۱۵۰               | ۰:۱۷:۰۲                           | حلقه‌ای | 32.3S 175E               | -۰٫۱۵۳۵ | ۰٫۹۲۱۱ | ۳۰۲        | ۹ دقیقه و ۴۶ ثانیه      |      |
| ۱۴۴   | ۲۵  | ۲۹ دسامبر ۲۱۶۸               | ۸:۱۹:۳۳                           | حلقه‌ای | 31.6S 56.7E              | -۰٫۱۴۴۴ | ۰٫۹۲۱۵ | ۳۰۰        | ۹ دقیقه و ۵۲ ثانیه      |      |
| ۱۴۴   | ۲۶  | ۹ ژانویه ۲۱۸۷                | ۱۶:۲۳:۴۱                          | حلقه‌ای | 30S 62.1W                | -۰٫۱۳۶۵ | ۰٫۹۲۲۴ | ۲۹۶        | ۹ دقیقه و ۵۱ ثانیه      |      |
| ۱۴۴   | ۲۷  | ۲۱ ژانویه ۲۲۰۵               | ۰:۲۷:۳۲                           | حلقه‌ای | 27.5S 178.6E             | -۰٫۱۲۸۱ | ۰٫۹۲۴۱ | ۲۸۹        | ۹ دقیقه و ۴۲ ثانیه      |      |
| ۱۴۴   | ۲۸  | ۱ فوریه ۲۲۲۳                 | ۸:۲۹:۴۳                           | حلقه‌ای | 24.1S 59.2E              | -۰٫۱۱۸  | ۰٫۹۲۶۳ | ۲۷۹        | ۹ دقیقه و ۲۶ ثانیه      |      |
| ۱۴۴   | ۲۹  | ۱۱ فوریه ۲۲۴۱                | ۱۶:۲۸:۳۹                          | حلقه‌ای | 19.9S 60W                | -۰٫۱۰۴۶ | ۰٫۹۲۹۲ | ۲۶۷        | ۹ دقیقه و ۴ ثانیه       |      |
| ۱۴۴   | ۳۰  | ۲۳ فوریه ۲۲۵۹                | ۰:۲۳:۴۱                           | حلقه‌ای | 15S 178.8W               | -۰٫۰۸۷۵ | ۰٫۹۳۲۶ | ۲۵۳        | ۸ دقیقه و ۳۶ ثانیه      |      |
| ۱۴۴   | ۳۱  | ۵ مارس ۲۲۷۷                  | ۸:۱۱:۵۵                           | حلقه‌ای | 9.5S 63.6E               | -۰٫۰۶۴۵ | ۰٫۹۳۶۶ | ۲۳۶        | ۸ دقیقه و ۴ ثانیه       |      |
| ۱۴۴   | ۳۲  | ۱۶ مارس ۲۲۹۵                 | ۱۵:۵۴:۳۴                          | حلقه‌ای | 3.6S 53W                 | -۰٫۰۳۶۲ | ۰٫۹۴۰۹ | ۲۱۹        | ۷ دقیقه و ۲۹ ثانیه      |      |
| ۱۴۴   | ۳۳  | ۲۷ مارس ۲۳۱۳                 | ۲۳:۲۹:۳۱                          | حلقه‌ای | 2.6N 167.9W              | -۰٫۰۰۱۱ | ۰٫۹۴۵۶ | ۲۰۰        | ۶ دقیقه و ۵۰ ثانیه      |      |
| ۱۴۴   | ۳۴  | ۸ آوریل ۲۳۳۱                 | ۶:۵۷:۰۹                           | حلقه‌ای | 9.2N 79E                 | ۰٫۰۴۰۸  | ۰٫۹۵۰۶ | ۱۸۱        | ۶ دقیقه و ۷ ثانیه       |      |
| ۱۴۴   | ۳۵  | ۱۸ آوریل ۲۳۴۹                | ۱۴:۱۶:۵۲                          | حلقه‌ای | 16N 32.1W                | ۰٫۰۸۹۹  | ۰٫۹۵۵۷ | ۱۶۲        | ۵ دقیقه و ۲۳ ثانیه      |      |
| ۱۴۴   | ۳۶  | ۲۹ آوریل ۲۳۶۷                | ۲۱:۳۰:۰۳                          | حلقه‌ای | 22.8N 141.2W             | ۰٫۱۴۵۱  | ۰٫۹۶۰۷ | ۱۴۴        | ۴ دقیقه و ۳۸ ثانیه      |      |
| ۱۴۴   | ۳۷  | ۱۰ مه ۲۳۸۵                   | ۴:۳۶:۴۹                           | حلقه‌ای | 29.5N 111.9E             | ۰٫۲۰۶۳  | ۰٫۹۶۵۷ | ۱۲۶        | ۳ دقیقه و ۵۳ ثانیه      |      |
| ۱۴۴   | ۳۸  | ۲۱ مه ۲۴۰۳                   | ۱۱:۳۶:۵۵                          | حلقه‌ای | 36.1N 7.4E               | ۰٫۲۷۳۷  | ۰٫۹۷۰۵ | ۱۱۰        | ۳ دقیقه و ۱۰ ثانیه      |      |
| ۱۴۴   | ۳۹  | ۳۱ مه ۲۴۲۱                   | ۱۸:۳۲:۵۹                          | حلقه‌ای | 42.4N 95W                | ۰٫۳۴۵۱  | ۰٫۹۷۵  | ۹۵         | ۲ دقیقه و ۳۲ ثانیه      |      |
| ۱۴۴   | ۴۰  | ۱۲ ژوئن ۲۴۳۹                 | ۱:۲۵:۲۲                           | حلقه‌ای | 48.2N 165.1E             | ۰٫۴۲۰۶  | ۰٫۹۷۹۱ | ۸۲         | ۱ دقیقه و ۵۹ ثانیه      |      |
| ۱۴۴   | ۴۱  | ۲۲ ژوئن ۲۴۵۷                 | ۸:۱۶:۱۳                           | حلقه‌ای | 53.2N 67.4E              | ۰٫۴۹۷۹  | ۰٫۹۸۲۷ | ۷۱         | ۱ دقیقه و ۳۲ ثانیه      |      |
| ۱۴۴   | ۴۲  | ۳ ژوئیه ۲۴۷۵                 | ۱۵:۰۵:۲۲                          | حلقه‌ای | 57.3N 27.7W              | ۰٫۵۷۷۵  | ۰٫۹۸۵۸ | ۶۲         | ۱ دقیقه و ۱۱ ثانیه      |      |
| ۱۴۴   | ۴۳  | ۱۳ ژوئیه ۲۴۹۳                | ۲۱:۵۶:۳۶                          | حلقه‌ای | 60.3N 121.4W             | ۰٫۶۵۶۲  | ۰٫۹۸۸۲ | ۵۵         | ۰ دقیقه و ۵۶ ثانیه      |      |
| ۱۴۴   | ۴۴  | ۲۶ ژوئیه ۲۵۱۱                | ۴:۴۹:۲۶                           | حلقه‌ای | 62.1N 146.2E             | ۰٫۷۳۴۶  | ۰٫۹۸۹۹ | ۵۲         | ۰ دقیقه و ۴۵ ثانیه      |      |
| ۱۴۴   | ۴۵  | ۵ اوت ۲۵۲۹                   | ۱۱:۴۵:۳۶                          | حلقه‌ای | 62.9N 53.9E              | ۰٫۸۱۰۹  | ۰٫۹۹۱  | ۵۴         | ۰ دقیقه و ۳۹ ثانیه      |      |
| ۱۴۴   | ۴۶  | ۱۶ اوت ۲۵۴۷                  | ۱۸:۴۶:۳۶                          | حلقه‌ای | 63N 38.6W                | ۰٫۸۸۴۱  | ۰٫۹۹۱  | ۶۷         | ۰ دقیقه و ۳۷ ثانیه      |      |
| ۱۴۴   | ۴۷  | ۲۷ اوت ۲۵۶۵                  | ۱:۵۳:۵۶                           | حلقه‌ای | 63N 129.3W               | ۰٫۹۵۲۷  | ۰٫۹۹   | ۱۱۷        | ۰ دقیقه و ۳۹ ثانیه      |      |
| ۱۴۴   | ۴۸  | ۷ سپتامبر ۲۵۸۳               | ۹:۰۹:۰۱                           | جزئی   | 61.3N 150.8E             | 1.016   | 0.9596 |            |                         |      |
| ۱۴۴   | ۴۹  | ۱۸ سپتامبر ۲۶۰۱              | ۱۶:۳۰:۳۸                          | جزئی   | 61.1N 32.1E              | 1.0746  | 0.8541 |            |                         |      |
| ۱۴۴   | ۵۰  | ۳۰ سپتامبر ۲۶۱۹              | ۰:۰۲:۲۸                           | جزئی   | 61.2N 89.2W              | 1.1256  | 0.762  |            |                         |      |
| ۱۴۴   | ۵۱  | ۱۰ اکتبر ۲۶۳۷                | ۷:۴۲:۱۱                           | جزئی   | 61.4N 147.6E             | 1.1709  | 0.6802 |            |                         |      |
| ۱۴۴   | ۵۲  | ۲۱ اکتبر ۲۶۵۵                | ۱۵:۳۲:۱۳                          | جزئی   | 61.7N 21.7E              | 1.2084  | 0.6123 |            |                         |      |
| ۱۴۴   | ۵۳  | ۳۱ اکتبر ۲۶۷۳                | ۲۳:۲۹:۵۵                          | جزئی   | 62.2N 106.2W             | 1.2404  | 0.5544 |            |                         |      |
| ۱۴۴   | ۵۴  | ۱۲ نوامبر ۲۶۹۱               | ۷:۳۸:۱۴                           | جزئی   | 62.8N 123.2E             | 1.2646  | 0.5105 |            |                         |      |
| ۱۴۴   | ۵۵  | ۲۳ نوامبر ۲۷۰۹               | ۱۵:۵۳:۴۱                          | جزئی   | 63.6N 9.5W               | 1.2837  | 0.4759 |            |                         |      |
| ۱۴۴   | ۵۶  | ۵ دسامبر ۲۷۲۷                | ۰:۱۷:۲۱                           | جزئی   | 64.4N 144.5W             | 1.2968  | 0.4521 |            |                         |      |
| ۱۴۴   | ۵۷  | ۱۵ دسامبر ۲۷۴۵               | ۸:۴۷:۰۸                           | جزئی   | 65.4N 78.7E              | 1.3057  | 0.4358 |            |                         |      |
| ۱۴۴   | ۵۸  | ۲۶ دسامبر ۲۷۶۳               | ۱۷:۲۳:۲۲                          | جزئی   | 66.4N 60.1W              | 1.3098  | 0.4283 |            |                         |      |
| ۱۴۴   | ۵۹  | ۶ ژانویه ۲۷۸۲                | ۲:۰۲:۱۷                           | جزئی   | 67.5N 159.9E             | 1.3126  | 0.4228 |            |                         |      |
| ۱۴۴   | ۶۰  | ۱۷ ژانویه ۲۸۰۰               | ۱۰:۴۳:۵۷                          | جزئی   | 68.6N 18.7E              | 1.3141  | 0.42   |            |                         |      |
| ۱۴۴   | ۶۱  | ۲۷ ژانویه ۲۸۱۸               | ۱۹:۲۵:۵۸                          | جزئی   | 69.6N 123.1W             | 1.3157  | 0.4167 |            |                         |      |
| ۱۴۴   | ۶۲  | ۸ فوریه ۲۸۳۶                 | ۴:۰۸:۲۱                           | جزئی   | 70.5N 94.2E              | 1.3175  | 0.413  |            |                         |      |
| ۱۴۴   | ۶۳  | ۱۸ فوریه ۲۸۵۴                | ۱۲:۴۶:۴۴                          | جزئی   | 71.2N 48W                | 1.3232  | 0.4021 |            |                         |      |
| ۱۴۴   | ۶۴  | ۲۹ فوریه ۲۸۷۲                | ۲۱:۲۲:۴۴                          | جزئی   | 71.7N 169.8E             | 1.3315  | 0.3864 |            |                         |      |
| ۱۴۴   | ۶۵  | ۱۲ مارس ۲۸۹۰                 | ۵:۵۲:۲۶                           | جزئی   | 72N 28.9E                | 1.3454  | 0.36   |            |                         |      |
| ۱۴۴   | ۶۶  | ۲۳ مارس ۲۹۰۸                 | ۱۴:۱۸:۰۲                          | جزئی   | 72.1N 111.2W             | 1.3632  | 0.3262 |            |                         |      |
| ۱۴۴   | ۶۷  | ۳ آوریل ۲۹۲۶                 | ۲۲:۳۴:۵۵                          | جزئی   | 71.9N 111E               | 1.3882  | 0.2785 |            |                         |      |
| ۱۴۴   | ۶۸  | ۱۴ آوریل ۲۹۴۴                | ۶:۴۷:۰۴                           | جزئی   | 71.4N 25.3W              | 1.4176  | 0.2219 |            |                         |      |
| ۱۴۴   | ۶۹  | ۲۵ آوریل ۲۹۶۲                | ۱۴:۵۰:۳۲                          | جزئی   | 70.8N 158.9W             | 1.4546  | 0.1507 |            |                         |      |
| ۱۴۴   | ۷۰  | ۵ مه ۲۹۸۰                    | ۲۲:۴۸:۳۴                          | جزئی   | 70N 69.5E                | 1.4963  | 0.0697 |            |                         |      |